# Лупус
Лу́пус (†666), герцог Фріульський (663—666), спадкував герцогу Аго. Після вступу на престол завоював і сплюндрував місто Градо, напав на Аквілею та викрав скарбницю місцевого патріархату.
Коли король лангобардів Грімоальд I рушив на південь Італії на допомогу своєму синові Ромоальду, щоб визволити герцогство Беневентське від візантійців, він уповноважив Лупуса керувати Павією. Не сподіваючись повернення короля Грімоальда I Лупус правив у Павії як тиран. Однак король повернувся до своєї столиці, а тому Лупус був змушений утекти до Чівідале дель Фріулі, виношуючи плани бунту проти Грімоальда. Король попросив аварів напасти на герцогство Фріульське, щоб запобігти початку громадянської війни. Вирішальна битва відбулась біля Фловії та тривала 4 дні. Лупус, який не міг перемогти аварів, убив себе на полі бою.
Лупусу спадкував його син Арнефріт, проте його усунув з престолу король Грімоальд I. Дочка Лупуса Теодрада вийшла заміж за герцога Беневентського Ромоальда I та правила цією державою як регент свого малолітнього сина Гізульфа I.